# Drita
Drita är ett kvinnonamn av albanskan dritë 'ljus, dagsljus'.
Den 31 december 2014 fanns det totalt 150 kvinnor folkbokförda i Sverige med namnet Drita, varav 142 bar det som tilltalsnamn.
Namnsdag: saknas

## Personer med namnet Drita
- Drita Halimi-Statovci, albansk forskare och etnolog